# Hultbosjön
Hultbosjön är en sjö i Finspångs kommun i Östergötland och ingår i Motala ströms huvudavrinningsområde. Sjön har en area på 0,272 kvadratkilometer och ligger 25,2 meter över havet.

## Delavrinningsområde
Hultbosjön ingår i det delavrinningsområde (650990-150196) som SMHI kallar för Mynnar i Glan. Medelhöjden är 52 meter över havet och ytan är 34,98 kvadratkilometer. Räknas de 24 avrinningsområdena uppströms in blir den ackumulerade arean 423,55 kvadratkilometer. Lotorpsån (Haddeboån) som avvattnar avrinningsområdet har biflödesordning 2, vilket innebär att vattnet flödar genom totalt 2 vattendrag innan det når havet efter 29 kilometer. Avrinningsområdet består mestadels av skog (50 procent), öppen mark (12 procent) och jordbruk (16 procent). Avrinningsområdet har 1,75 kvadratkilometer vattenytor vilket ger det en sjöprocent på 5 procent. Bebyggelsen i området täcker en yta av 4,91 kvadratkilometer eller 14 procent av avrinningsområdet.